# Patrimonialgericht Hermannstein
Das Patrimonialgericht Hermannstein war ein Patrimonialgericht, das ausschließlich das Dorf Hermannstein umfasste (heute zu Wetzlar gehörig).

## Geschichte
Belege für das Patrimonialgericht Hermannstein gibt es seit dem Anfang des 17. Jahrhunderts. Es ist aber wahrscheinlich älter. 1707 stellten die Gerichtsherren, die Schencken zu Schweinsberg, eine Gerichtsordnung auf. Am Ende des Alten Reichs befand sich das Patrimonialgericht immer noch in deren Besitz.
Durch den Beitritt zum Rheinbund 1806 wurde die Landgrafschaft Hessen-Darmstadt zum Großherzogtum Hessen erhoben und erlangte im Rahmen der Mediatisierung auch in Hermannstein die staatliche Hoheit. Dieser Übergang ließ aber die Rechte der Inhaber des Patrimonialgerichts unangetastet. Die Patrimonialgerichtsbarkeit umfasste nicht nur die erstinstanzliche Rechtsprechung, sondern auch eine Reihe von Kompetenzen im Bereich der öffentlichen Sicherheit und Ordnung, ähnlich der eines Amtes in größeren Territorien. Der Staat war im Sinne des Gewaltmonopols bestrebt, die hoheitlichen Kompetenzen selbst zu übernehmen. 1822 kam es zu einem entsprechenden Übereinkommen zwischen dem Großherzogtum und den Schencken zu Schweinsberg. Das Patrimonialgericht gelangte so an das Großherzogtum, das nun auch hier Rechtsprechung und Verwaltung trennte. Die Verwaltung wurde auf den Landratsbezirk Gießen, die Rechtsprechung dem Landgericht Gießen übertragen.